# 響け!ブラバン・ヒーローズ
『響け！ブラバン・ヒーローズ』は、「海上自衛隊東京音楽隊（指揮：手塚裕之）川上良司 三宅由佳莉」のCDアルバム。2016年3月30日にユニバーサルミュージック合同会社から発売された。

## 概要
海上自衛隊東京音楽隊　指揮：手塚裕之（東京音楽隊長2等海佐）による演奏と、同音楽隊1等海曹川上良司、3等海曹三宅由佳莉のヴォーカルによる「歌と吹奏楽」のアルバムで、テレビ・アニメや懐かしの特撮ヒーローの主題歌を大迫力の吹奏楽で新アレンジした作品。高音質SHM-CD仕様。
UNIVERSAL MUSIC STOREで購入すると先着特典として「告知ポスター（B2サイズ）」がプレゼントされた。
商品（CD、ジャケットの背表紙、ライナーノーツの表紙、帯）に記載されているアーティスト名は「海上自衛隊東京音楽隊　指揮：手塚裕之（英：JMSDF Tokyo Band　Hiroyuki Tezuka」）」であり、本来は「海上自衛隊東京音楽隊」のアルバムであるが、公式サイトで「海上自衛隊東京音楽隊と三宅由佳莉の最新アルバム！」と商品紹介され、”海上自衛隊東京音楽隊、三宅由佳莉”の名義でリリースされた。
［公式サイトの商品紹介］
収録内容は吹奏楽を主体とした構成で三宅を全面にフィーチャーしたものではいが、ライナーノーツの表紙には三宅をモデルとしたイラストが描かれ、パッケージには三宅の顔写真付きシールが貼られた。また、三宅自身の振付で『キューティーハニー』　や『薔薇は美しく散る』を歌う公式動画を配信するなど、販売戦略上は三宅を前面に出して話題を呼び、三宅の「クラシックからアニメのテーマソングまで、ジャンルにとらわれない歌声」という評価を確固たるものにする作品となった。三宅自身、このアルバムを通じて「アニメという新しいジャンルに挑戦して自分の新しい引き出しを開くことが出来た」と語った。

## 収録曲
- 1～6 ウルトラ兄弟メドレー

1. ウルトラマンの歌 [特撮TV番組『ウルトラマン』主題歌] ～
2. ウルトラセブンの歌 [特撮TV番組『ウルトラセブン』主題歌] ～
3. 帰ってきたウルトラマン [特撮TV番組『帰ってきたウルトラマン』主題歌] ～
4. ウルトラマンエース [特撮TV番組『ウルトラマンエース』主題歌] ～
5. ウルトラマンタロウ [特撮TV番組『ウルトラマンタロウ』主題歌] ～
6. ウルトラマンレオ [特撮TV番組『ウルトラマンレオ』主題歌]
- 7～10 仮面ライダー・メドレー

7. レッツゴー!! ライダーキック [特撮TV番組『仮面ライダー』主題歌] ～
8. 戦え！仮面ライダーV3 [特撮TV番組『仮面ライダーV3』主題歌] ～
9. アマゾンライダーここにあり [特撮TV番組『仮面ライダーアマゾン』主題歌] ～
10. セタップ！仮面ライダーX [特撮TV番組『仮面ライダーX』主題歌]
11. GO！GO！ トリトン [TVアニメーション『海のトリトン』主題歌]（歌：三宅由佳莉、コーラス：川上良司）
12. デビルマンのうた [TVアニメーション『デビルマン』主題歌]
- 13～15 マジンガー・メドレー

13. マジンガーZ [TVアニメーション『マジンガーZ』主題歌] ～
14. おれはグレートマジンガー [TVアニメーション『グレートマジンガー』主題歌] ～
15. とべ！グレンダイザー [TVアニメーション『UFOロボ グレンダイザー』主題歌]
16. キューティーハニー [TVアニメーション『キューティーハニー』主題歌]（歌：三宅由佳莉）
17. 無限に広がる大宇宙 [TVアニメーション『宇宙戦艦ヤマト』から]（ヴォカリーズ：三宅由佳莉）
18. 宇宙戦艦ヤマト [TVアニメーション『宇宙戦艦ヤマト』主題歌]（歌：川上良司、コーラス：三宅由佳莉）
19. 銀河鉄道999 [TVアニメーション『銀河鉄道999』主題歌]（歌：川上良司、コーラス：三宅由佳莉）
20. ルパン三世のテーマ'78 [TVアニメーション『ルパン三世』オープニング・テーマ]
21. 薔薇は美しく散る [TVアニメーション『ベルサイユのばら』主題歌]（ 歌：三宅由佳莉）
- 22～28 交響的ファンタジー《機動戦士ガンダム》

22.長い眠り [TVアニメーション『機動戦士ガンダム』より]
23.窮地に立つガンダム[TVアニメーション『機動戦士ガンダム』より]
24.悲愴、そして決然と [TVアニメーション『機動戦士ガンダム』より]
25.戦いへの恐怖 [TVアニメーション『機動戦士ガンダム』より]
26.颯爽たるシャア [TVアニメーション『機動戦士ガンダム』より]
27.ガンダム大地に立つ [TVアニメーション『機動戦士ガンダム』より]
28.翔べ! ガンダム [TVアニメーション『機動戦士ガンダム』より]
29.残酷な天使のテーゼ [TVアニメーション『新世紀エヴァンゲリオン』主題歌]（ 歌：三宅由佳莉）

### 映像
1. ↑  “海上自衛隊東京音楽隊 - キューティーハニー - YouTube”. www.youtube.com. 2021年1月15日閲覧。
2. ↑  “海上自衛隊東京音楽隊 - 薔薇は美しく散る - YouTube”. www.youtube.com. 2021年1月15日閲覧。
3. ↑   (日本語) 海上自衛隊東京音楽隊 - 響け！ブラバン・ヒーローズ 2024年4月17日閲覧。

### 公式サイト
- 海上自衛隊東京音楽隊> ディスコグラフィー
- UNIVERSAL MUSIC JAPAN> 海上自衛隊東京音楽隊 三宅 由佳莉